# Monteux
Monteux település Franciaországban, Vaucluse megyében. Lakosainak száma 13 159 fő (2022. január 1.). Monteux Bédarrides, Sarrians, Loriol-du-Comtat, Carpentras, Pernes-les-Fontaines és Althen-des-Paluds községekkel határos.

## Népesség
A település népességének változása:
| Lakosok száma | 12 015 | 12 671 | 13 108 | 12 909 | 12 875 | 12 935 | 12 979 | 13 129 | 13 159 |
|               | 2013   | 2015   | 2016   | 2017   | 2018   | 2019   | 2020   | 2021   | 2022   |